# Jawbat Burghal
Jawbat Burghal (tiếng Ả Rập: جوبة برغال) là một thị trấn ở phía tây bắc Syria, một phần hành chính của Tỉnh Latakia, nằm ở phía đông Latakia trên dãy núi An-Nusayriyah. Các địa phương lân cận bao gồm Qardaha, al-Fakhurah, Istamo và Shatha. Theo Cục Thống kê Trung ương Syria, Jawbat Burghal có dân số 959 người trong cuộc điều tra dân số năm 2004. Cư dân của nó chủ yếu là Alawites.
Ngôi làng là nơi sinh và căn cứ của nhà lãnh đạo tôn giáo Syria gây tranh cãi, Sulayman al-Murshid. Al-Murshid được chính quyền ủy nhiệm Pháp khuyến khích thành lập một giáo phái mới, và biến Jawbat Burghal thành căn cứ của mình, nơi ông trở thành người ủng hộ nền độc lập của Alawite. Ông mua lại gia súc từ những người theo ông và xây dựng một biệt thự phía tây trong thị trấn. Tuy nhiên, sau khi Syria độc lập, chính quyền trung ương Syria ở Damascus đã đàn áp các phong trào ly khai bao gồm cả Murshid. Ông đã đầu hàng nhà cầm quyền sau cuộc đối đầu ngắn với các đơn vị Quân đội Syria tại trụ sở của ông. Sulayman al-Murshid bị xử tử tại quảng trường công cộng ở Damascus vì tội phản quốc vào tháng 11 năm 1946.